# جمعه صورتی: تور دوباره
جمعه صورتی: تور دوباره (انگلیسی: Pink Friday: Reloaded Tour) دومین تور کنسرت و نخستین تور سالن سرپوشیده توسط خواننده رپ اهل ایالات متحده آمریکا نیکی میناژ برای پشتیبانی از دومین آلبوم استودیویی خود، جمعه صورتی: نسخه جدید رومن و جمعه صورتی: نسخه جدید رومن – ری-آپ بود. این تور در ۲۱ اکتبر ۲۰۱۲ درناتینگهام آغاز شد و در ۲۸ دسامبر ۲۰۱۲ در دبی پایان یافت.